# Amanda Lindhout
Amanda Lindhout (ur. 12 czerwca 1981) – niezależna kanadyjska dziennikarka. W dniu 23 sierpnia 2008 została porwana w Somalii wraz z towarzyszącym jej fotoreporterem Nigelem Brennanem z Australii. 25 listopada 2009 oboje zostali uwolnieni. Dziennikarka podczas niewoli była torturowana.
W 2013 wydała autobiografię A House in the Sky, która trafiła na listę bestsellerów New York Timesa. Prawa do ekranizacji książki kupiła producentka Megan Ellison, a w rolę Lindhout ma wcielić się Rooney Mara.